# دانيال بيرغمان
دانيال بيرغمان (بالسويدية: Daniel Bergman)‏ هو مخرج سويدي، ولد في 7 سبتمبر 1962 في داندريد ‏ في السويد.

## وصلات خارجية
- دانيال بيرغمان على موقع IMDb (الإنجليزية)
- دانيال بيرغمان على موقع قاعدة بيانات الأفلام السويدية (السويدية)
- دانيال بيرغمان على موقع قاعدة بيانات الفيلم (الإنجليزية)
- دانيال بيرغمان على موقع كينوبويسك (الروسية)